# 개미와 베짱이

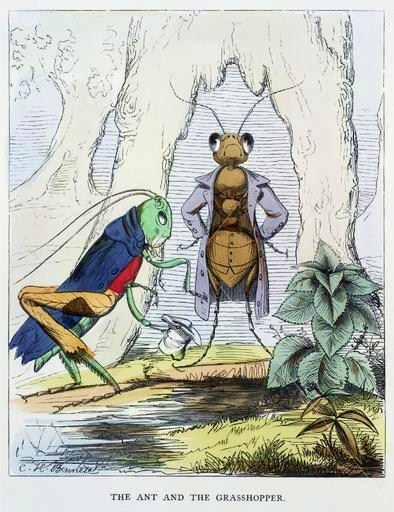
개미와 베짱이의 삽화

《개미와 베짱이》는 이솝 우화 중 하나로서, 미래를 위해 계획하고 일하는 선견지명에 대한 양면적인 도덕적 교훈을 준다. 페리 인덱스로는 373번 우화이다.

## 우화
이 우화는 겨울을 대비해 음식을 모으는 개미와 따뜻한 계절동안 노래를 부르며 시간을 보낸 베짱이에 대한 이야기이다. 겨울이 오자, 베짱이는 굶주림에 시달리다 개미에게 음식을 구걸하고 개미는 베짱이의 게으름을 비난한다.
그리스어 원전에서는 베짱이 대신 매미가 등장하는데, 라틴어와 로망스어 번역에서도 매미로 되어 있다.